# Speothos pacivorus
El zorro vinagre del Pleistoceno (Speothos pacivorus) es una especie extinguida de carnívoro de la familia de los cánidos y del género Speothos, el cual posee una única especie viviente, el zorro vinagre (Speothos venaticus), la que habita en selvas y bosques de Sudamérica.

## Características y costumbres
Este cánido posiblemente poseía hábitos similares a los de su pariente congenérico viviente (Speothos venaticus), el cual tiene una dieta carnívora, alimentándose especialmente de mamíferos, a los que captura de forma colectiva.

## Taxonomía
Esta especie fue descrita originalmente en el año 1839 por el paleontólogo, y naturalista danés Peter Wilhelm Lund, al mismo tiempo que hacia lo propio con su género, con muestras exhumadas de Brasil. Curiosamente, esta especie extinta fue identificada y nombrada con un género propio antes del descubrimiento de la especie viviente, con el resultado de que sea la extinta y no la existente la especie tipo del género. Speothos pacivorus se puede distinguir de la viviente por poseer mayor tamaño y por diferencias en sus dientes.
Habitó en Sudamérica durante el Pleistoceno hasta el Holoceno, desde aproximadamente 300 000 años hasta hace 11 000 años.